# Gustave Adolphe Thuret

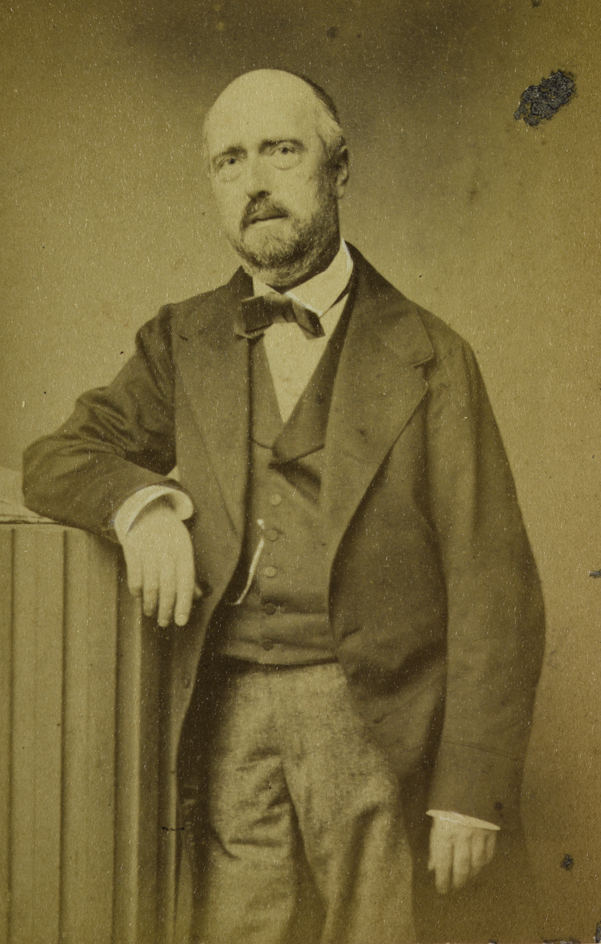

Gustave Adolphe Thuret, född 23 maj 1817 i Paris, död 10 maj 1875 i Nice, var en fransk botaniker. 
Thuret var i unga år ledamot av ambassaden i Konstantinopel och företog därunder forskningsresor på Balkanhalvön, återkom 1844 till Frankrike och gjorde sig inom kort berömd för sina noggranna undersökningar över algernas utvecklingshistoria, särskilt upptäckten av könsfortplantningen hos brunalgerna och (tillsammans med Jean-Baptiste Édouard Bornet) hos rödalgerna. 
Av hans algologiska arbeten är de främsta Recherches sur les zoospores des algues et les anthérides des cryptogames (1850-51), Recherches sur la fécondation des fucacées (1855-57), Essai de classification des Nostochinées (1875) och Études phycologiques (1878). I Antibes anlade han en botanisk trädgård med rika tillgångar, avsedd till försök och studier över exotiska växter ("Villa Thuret") och vid hans död testamenterad till franska staten.
Auktorsnamnet Thur. kan användas för Gustave Adolphe Thuret i samband med ett vetenskapligt namn inom botaniken; se Wikipediaartiklar som länkar till auktorsnamnet.